# Брембате ди Сопра
Брембате ди Сопра (итал. Brembate di Sopra) је насеље у Италији у округу Бергамо, региону Ломбардија.
Према процени из 2011. у насељу је живело 7627 становника. Насеље се налази на надморској висини од 264 м.

## Становништво
| 1931. | 1936. | 1951. | 1961. | 1971. | 1981. | 1991. | 2001. | 2011. |
| ----- | ----- | ----- | ----- | ----- | ----- | ----- | ----- | ----- |
| 2.124 | 2.179 | 2.768 | 3.096 | 4.803 | 5.343 | 6.301 | 6.741 | 7.771 |